# Muque
muque（ムク）は、2022年5月結成の日本の4人組ロック・バンド。福岡を拠点に活動し、独自の音楽性と多彩なジャンルの融合で注目を集めている。レーベルはA.S.A.B。

## 概要
2022年5月に福岡で結成された4人組バンドである。メンバーそれぞれが異なる音楽的ルーツを持ち、POPS、R&B、ロックなど、幅広いジャンルからインスピレーションを受けた楽曲で知られる。
バンド名はフランス語で「音楽」を意味する「musique」と日本語の「無垢」を組み合わせた造語で、「周りに影響されず、自分たちのやりたい音楽を作り続けたい」という思いが込められている。2025年現在、福岡を拠点に全国ツアーやメディア出演を展開し、国内外で人気を博している。
muqueの楽曲はドラマーでありながらトラックメイク/アレンジを手がけるtakachiとトップライン/作詞を担当するAsakuraを中心として制作される。US、UKに留まらず、ASIANグローバルビート含むワールドワイドな音楽を好むtakachiの同時代性の高いトラック、Asakuraが紡ぐ抒情的な詞世界とどこか和を漂わせるメロディーラインがその最大の魅力。そんな楽曲がAsakuraによるエモーショナルなヴォーカリゼーションにより独特の世界観を作り出す。
muque結成前、メンバーはそれぞれ異なるバンドで活動していた。ベースのLenonが中心となり、高校時代から音楽活動を志向し、才能を感じていたAsakura（ボーカル・ギター）とtakachi（ドラム・トラックメイク）に声をかけ、2022年5月にバンドを結成。初期はライブ活動が少なく、楽曲制作に集中した時期だった。
結成から1ヶ月後の2022年6月、1stシングル「escape」をリリースし、福岡の音楽シーンで注目を集める。同年12月には6曲入りのEP「tape」を発表し、Spotifyの「RADAR: Early Noise」や「キラキラポップジャパン」プレイリストに選出される快挙を成し遂げた。バンド名「muque」は「無垢な音楽」を志向する姿勢を象徴し、独自のアイデンティティを確立した。

## 主な活動
2023年
春からライブ活動を本格化。11月1日に新曲「456」をリリースし、疾走感あるサウンドとAsakuraの個性的な歌声が話題に。11月22日にEP「Design」を配信リリース。12月15日には東京・下北沢ADRIFTで初の自主企画イベント「muque presents PLAYPARK」を開催し、クボタカイ、Mega Shinnosukeらと共演。
2024年
7月にシングル「nevermind」をリリースし、朝日放送テレビ・テレビ朝日系ドラマ『素晴らしき哉、先生!』の挿入歌に採用。10月には1stフルアルバム「Dungeon」をリリースし、全国5会場を巡るツアーを成功させる。アルバムはUKガラージ、2ステップ、シティポップなど多彩なジャンルを融合させ、国際的な評価を得た。
2025年
全国10ヶ所を巡るツアー「MUQUE TOUR 2025 “RIDE ON!”」開催発表。1月からFM福岡で初のラジオレギュラー番組「muque Dungeon Radio」を開始。台湾、タイ、インドネシアでの人気も拡大し、グローバルな活動を視野に入れている。4月時点で、福岡を拠点にしながら全国ツアーやメディア出演を精力的に続けている。ライブパフォーマンスの完成度と独自のサウンドで、次世代の音楽シーンをリードする存在として期待されている。

## メンバー
Asakura（アサクラ）
- 担当: ボーカル、ギター
- 出身地: 福岡県
- 役割: 抒情的な歌詞とエモーショナルな歌声で知られる。メロディーラインの作成と作詞を主に担当。
- 趣味: 音楽制作、読書、酸っぱいグミ、辛いもの、ドライブ中に奇声のような発声練習でストレス発散
- 特技: ギター演奏、歌唱、つま先でリズムをとる、マイクを持つ手の円運動でリズムをとる
- 補足: Asakuraはバンドのクリエイティブディレクションにも深く関与しており、ライブパフォーマンスでの存在感も大きい。彼女の音楽スタイルは、インディーロックやエモの影響を受けているとされる。ワンピースの好きなキャラはバーソロミュー・くま。

Lenon（レノン）
- 担当: ベース
- 出身地: 福岡県
- 役割: バンド結成の中心人物の一人で、安定したベースプレイでバンドのグルーブを支える。
- 趣味: フィットネス、映画鑑賞
- 特技: ベース演奏、LIVEで緊張しない
- 補足: Lenonはバンドの音楽的土台を築く重要な役割を果たしており、ライブでは観客を惹きつけるエネルギッシュなパフォーマンスで知られる。

takachi（タカチ）
- 担当: ドラム、トラックメイク
- 出身地: 福岡県
- 役割: ドラマーとしてリズムを担当するだけでなく、トラック制作とアレンジも手掛ける。US、UK、ASIANのグローバルビートを取り入れた同時代性の高いサウンドが特徴。
- 趣味: 筋トレ、音楽プロデュース
- 特技: ドラム演奏、トラック制作
- 補足: takachiは最新の音楽トレンドを積極的に取り入れ、バンドのサウンドに現代的な要素を加えている。彼のプロデュース能力は、スタジオでの作業でも高く評価されている。

Kenichi（ケンイチ）
- 担当: ギター
- 出身地: 長崎県
- 役割: テクニカルなギタープレイでライブのパフォーマンスを支える。初期はサポートメンバーとして活動していたが、後に正式メンバーとして加入。
- 好きなもの: ハイボール、野球
- 特技: 絵を描く、ワンピースのエネルのマネ
- 補足: Kenichiの加入により、バンドのサウンドに新たな深みが加わり、ライブでの視覚的・音楽的インパクトが増した。ライブではMCも担当。

## ディスコグラフィ

### シングル
| No. | 発売日        | タイトル  | 規格品番       | 規格品番 | 収録曲 | オリコン 最高位 | 収録アルバム | 備考                                  |
| No. | 発売日        | タイトル  | 期間限定生産盤 | 通常盤   | 収録曲 | オリコン 最高位 | 収録アルバム | 備考                                  |
| --- | ------------- | --------- | -------------- | -------- | ------ | --------------- | ------------ | ------------------------------------- |
| 1   | 2022年6月     | escape    | -              | -        | -      | -               | -            | Spotify「RADAR: Early Noise」選出     |
| 2   | 2023年11月1日 | 456       | -              | -        | -      | -               | Design       |                                       |
| 3   | 2024年7月24日 | nevermind | -              | -        | -      | -               | -            | ドラマ『素晴らしき哉、先生！』挿入歌  |
| 4   | 2025年3月12日 | cheers    | -              | -        | -      | -               | -            |                                       |
| 5   | 2025年4月28日 | The 1     | -              | -        | -      | -               | -            | アニメ『ONE PIECE』エンディング主題歌 |

### 配信シングル
| 発売日         | タイトル     | 収録アルバム |
| -------------- | ------------ | ------------ |
| 2023年4月5日   | ブルーライト | Dungeon      |
| 2023年6月28日  | TIME         | Dungeon      |
| 2023年11月1日  | 456          | Dungeon      |
| 2023年11月22日 | Design       | -            |
| 2024年3月27日  | Bite you’'   | Dungeon      |
| 2024年5月15日  | desert.’'    | Dungeon      |
| 2024年7月24日  | nevermind’'  | Dungeon      |
| 2025年4月      | カーニバル   | -            |

### アルバム

#### ミニアルバム / EP
| 発売日         | タイトル | 規格品番 | 収録曲                                                                | 備考                              |
| -------------- | -------- | -------- | --------------------------------------------------------------------- | --------------------------------- |
| 2022年12月     | tape     | -        | 1. 05-intro 2. escape 3. my crush 4. モノクローム 5. tape 6. pas seul | Spotify「RADAR: Early Noise」選出 |
| 2023年11月22日 | Design   | -        | 1. 456 2. Charming 3. Later 4. Dear, my friends                       |                                   |
| 2025年6月11日  | DOPE!    | -        | 1. The 1 2. Ghost 3. cheers 4. カーニバル 5. “Later”(Rock ver.)       |                                   |

#### フルアルバム
| 発売日        | タイトル | 規格品番 | 収録曲 | オリコン 最高位 |
| ------------- | -------- | -------- | --- | --------------- |
| 2024年10月9日 | Dungeon  | -        | 1. Prologue - Dungeon - 2. nevermind 3. Teardrop In The Sea 4. ブルーライト 5. 456 6. feelin' 7. desert. 8. (T)LAST ME 9. break (Interlude) 10. jabber 11. my crush 12. Bite you 13. TIME 14. DAYS | -               |

## タイアップ
| 使用年 | 楽曲       | タイアップ                                                 |
| ------ | ---------- | ---------------------------------------------------------- |
| 2024年 | Bite you   | ABEMA『ABEMA Prime』6月エンディングテーマ                  |
| 2024年 | nevermind  | ABCテレビ・テレビ朝日系ドラマ『素晴らしき哉、先生!』挿入歌 |
| 2025年 | The 1      | テレビアニメ『ONE PIECE』エンディング主題歌                |
| 2025年 | カーニバル | FM福岡開局55周年テーマソング                               |

## ライブ・イベント

### 単独・主催ライブ
| 開催日         | タイトル                         | 会場                   | 備考                                                                                        |
| -------------- | -------------------------------- | ---------------------- | ------------------------------------------------------------------------------------------- |
| 2023年12月15日 | muque presents PLAYPARK          | 東京・下北沢ADRIFT     | クボタカイ、Mega Shinnosukeと共演                                                           |
| 2025年1月23日  | Dungeon ～Bonus Stage～          | 東京・恵比寿LIQUIDROOM | 新曲「cheers」初披露                                                                        |
| 2025年4月24日  | muque Dungeon Radio Live Show #1 | 福岡・BEAT STATION     | FM FUKUOKA開局55周年のテーマソングでもあるmuqueの書き下ろし楽曲「カーニバル」をライブ初披露 |

### フェス・ゲスト出演
| 開催日              | タイトル                                                                          | 会場                                                  | 備考                              |
| ------------------- | --------------------------------------------------------------------------------- | ----------------------------------------------------- | --------------------------------- |
| 2024年11月17日      | Local Green Festival'24                                                           | 神奈川・横浜赤レンガ倉庫                              |                                   |
| 2024年12月6日       | 年末調整GIG 2024                                                                  | 愛知・THE BOTTOM LINE                                 |                                   |
| 2024年12月21日      | FM FUKUI BEAT PHOENIX 2024'                                                       | 福井・フェニックス・プラザ                            |                                   |
| 2024年12月24日      | Magnet Vol.5 ～アンビリーバブル EP リリースパーティー～                           | 東京・CLUB QUATTRO                                    |                                   |
| 2024年12月29日      | FM802 35th ANNIVERSARY“Be FUNKY!!” ROCK FESTIVAL RADIO CRAZY 2024-レディクレ15th- | 大阪・インテックス大阪                                |                                   |
| 2024年12月31日      | COUNTDOWN JAPAN 24/25                                                             | 東京・幕張メッセ国際展示場1～11ホール・イベントホール |                                   |
| 2025年3月16日       | MORNING RIVER SUMMIT 2025                                                         | 香川・festhalle / 瓦町駅地下広場 supported by ESP 他  |                                   |
| 2025年3月24日       | MIX SPICE #3                                                                      | 東京・ WWW X                                          |                                   |
| 2025年4月5日        | MORNING RIVER SUMMIT 2025                                                         | 大阪・大阪城音楽堂                                    | Enfants、osage、3markets[ ]と共演 |
| 2025年4月12日       | SYNCHRONICITY’25 - 20th Anniversary!! -'                                          | 東京・Spotify O-EAST他                                |                                   |
| 2025年4月26日       | ARABAKI ROCK FEST.25                                                              | 宮城                                                  |                                   |
| 2025年5月3日        | VIVA LA ROCK 2025                                                                 | 埼玉・さいたまスーパーアリーナ                        |                                   |
| 2025年5月4日        | GRAND SLAM 2025                                                                   | 愛知・DIAMOND HALL / SPADE BOX                        |                                   |
| 2025年5月11日       | METROCK2025                                                                       | 東京・海の森公園                                      |                                   |
| 2025年5月21日       | SWEET LOVE SHOWER Presents HALO                                                   | 東京・ WWW X                                          |                                   |
| 2025年8月6日        | 若者のすべて -YOUNG, ALIVE, IN LOVE MUSIC-#06                                     | 東京・Zepp Haneda                                     |                                   |
| 2025年8月15日・16日 | RISING SUN ROCK FESTIVAL 2025 in EZO                                              | 北海道・石狩湾新港樽川ふ頭横野外特設ステージ          |                                   |
| 2025年8月30日       | SPACE SHOWER SWEET LOVE SHOWER 2025 30th ANNIVERSARY                              | 山梨・山中湖交流プラザ きらら                         |                                   |

## 出演

### テレビ
- WAO!（2024年8月8日、FBS福岡放送） - コメント出演
- NES-FES（2024年8月9日、TKUテレビ熊本） - コメント出演
- SOLD OUT（2024年8月11日、OAB大分朝日放送） - コメント出演
- FBSイベントナビ（2024年8月12日 - 8月14日、FBS福岡放送） - コメント出演
- SOLD OUT（2024年8月23日、TNC テレビ西日本） - コメント出演
- サタココ（2024年8月24日、KKT熊本県民テレビ） - コメント出演
- OSAKA GIGANTIC MUSIC FESTIVAL 2024（2024年9月28日、フジテレビNEXT）
- イチモニ!第２部（2024年10月12日、北海道テレビ放送） - feelin'のMVオンエア
- イチオシ!!（2024年11月29日、北海道テレビ放送） - Kenichi・takachi インタビュー出演
- バズリズム02（2025年1月10日、6月13日 日本テレビ）

### ラジオ

#### レギュラー
- muque Dungeon Radio（2025年1月 - 、毎週日曜日22:30～22:55 FM FUKUOKA）

#### 単発
- Music×serendipity
  - （2024年7月1日、LOVE FM） - 公開生出演
  - （2025年3月11日、LOVE FM） - Kenichi・Lenon コメント出演
- DIG!!!!!!!! FUKUOKA
  - （2024年7月23日、FM福岡） - Kenichi・Lenon ゲスト出演
  - （2025年4月1日、FM福岡） - takachi・Kenichi インタビュー出演
- サシデガタリ
  - （2024年7月24日、CROSS FM） - Kenichi・Lenon インタビュー出演
  - （2024年10月16日、CROSS FM） - Asakura・takachi インタビュー出演
- RAD 〜Radio All Day〜（2024年7月25日、Date fm） - Kenichi リモート出演
- AuDee CONNECT（2024年7月30日、TOKYO FM） - Kenichi・Lenon ゲスト出演
- 山崎怜奈の誰かに話したかったこと。（2024年7月31日、TOKYO FM） - Asakura・Kenichi ゲスト出演
- AWESOME NEW（2024年8月5日、α-STATION） - コメント出演
- GOGO RADIO COMPANY（2024年8月7日、FM NORTH WAVE） - ゲスト出演
- COCONO Sラジ（2024年8月7日、STVラジオ） - 公開生にKenichi・Lenon ゲスト出演
- スパクル!! ～Cool Beats & Pop Life～
  - （2024年8月8日、AIR-G’） - ゲスト出演
  - （2024年11月14日、AIR-G’） - Kenichi・takachi ゲスト出演
- Sendaian Hot Music（2024年8月9日、Date fm） - Kenichi・Lenon ゲスト出演
- MAGIC JAM（2024年8月12日、ZIP-FM） - Kenichi・Lenon ゲスト出演
- OH! MY CHANNEL!（2024年8月12日、東海ラジオ） - Kenichi・Lenon ゲスト出演
- G'-ora 〜ジオラ〜（2024年8月13日、AIR-G’） - Kenichi・Lenon コメント出演
- ナルミッツ!!!（2024年8月13日 HBCラジオ） - Kenichi・Lenon コメント出演
- KAT’S IN THE MORNING（2024年8月13日、FM NORTH WAVE） - Kenichi・Lenon コメント出演
- 802 RADIO MASTERS（2024年8月13日、FM802） - Asakura・Kenichi コメント出演
- シャカリキ（2024年8月13日、Kiss FM KOBE） - Asakura・Kenichi コメント出演
- EVENING STREET（2024年8月14日、FM AICHI） - Kenichi・Lenon コメント出演
- ABCミュージックパラダイス（2024年8月14日、朝日放送ラジオ） - Asakura・Kenichi コメント出演
- ONE FINE DAY（2024年8月14日、α-STATION） - Asakura・Kenichi コメント出演
- Groovy Radio Caravan（2024年8月16日、エフエム愛媛） - Asakura・Kenichi コメント出演
- 田村奏のBe Lucky!（2024年8月16日、エフエム山陰） - コメント出演
- ABCミュージックパラダイス＋（2024年8月17日、朝日放送ラジオ） - muqueエディションにAsakura・Kenichi 出演
- FIND OUT（2024年8月18日、ZIP-FM） - Kenichi・Lenon ゲスト出演
- G-CUTS ALIVE（2024年8月18日、AIR-G'） - Kenichi・Lenon ゲスト出演
- WAVE Nagasaki（2024年8月19日、NCC長崎文化放送） - コメント出演
- MUSIC WOLF（2024年8月22日、NBC長崎放送） - コメント出演
- ROCK YOU!（2024年8月22日、FM AICHI） - Kenichi・Lenon コメント出演
- ドォーモ×ラジオ（2024年8月23日、KBCラジオ） - Asakura・takachi ゲスト出演
- Saturday Amusic Islands Afternoon Edition（2024年8月24日、FM802） - Asakura・Kenichi インタビュー出演
- J-HITS FLOOR（2024年8月24日、FM NORTH WAVE） - Kenichi・Lenon コメント出演
- 中電シーティーアイ Welcome Generation（2024年8月29日、FM AICHI） - Kenichi・Lenon コメント出演
- WONDERS!（2024年8月30日、α-STATION） - Asakura・Kenichi コメント出演
- カーナビラジオ午後一番!（2024年9月4日、HBCラジオ） - Kenichi・Lenon コメント出演
- ヘッドホンおじさんCX（2024年9月14日、広島FM） - Asakura・Kenichi インタビュー出演
- Hyper Night Program GOW!!（2024年10月1日・8日・15日・22日・29日、FM FUKUOKA）
- レコメン!（2024年10月3日、文化放送） - Kenichi コメント出演
- RAD～Radio All Day～（2024年10月7日、Date fm） - コメント出演
- AV FOUR（2024年10月7日、FM NACK5） - Kenichi・Lenon ゲスト出演
- Roomie Roomie!（2024年10月7日、TOKYO FM） - Kenichi・Lenon ゲスト出演
- STEP ONE（2024年10月7日、J-WAVE） - Asakura・Kenichi ゲスト出演
- タイムちゃん（2024年10月8日、FM FUJI） - takachi・Kenichi ゲスト出演
- FM SELECTION（2024年10月9日、FM FUKUOKA） - コメント出演
- MUSIC BLAZE（2024年10月11日、ZIP-FM） - コメント出演
- Sunrise Station（2024年10月14日、エフエム長崎） - コメント出演
- キャッチ!（2024年10月15日、e-radio） - Kenichi、Lenon ゲスト出演
- MEMORIES＆DISCOVERIES（2024年10月15日、TOKYO FM&JFN系列） - コメント出演
- RADIO WE!（2024年10月15日、FM NORTH WAVE） - コメント出演
- ONE FINE DAY（2024年10月16日、α-station） - Kenichi、Lenon ゲスト出演
- FMK SOUNDS GREAT！（2024年10月18日、FM熊本） - コメント出演
- Music Remark（2024年10月18日、JFN系列） - コメント出演
- ドォーモ×ラジオ（2024年10月18日、KBCラジオ） - Lenon・Kenichi ゲスト出演
- KBC MUSIC PROGRAM ”FUZZ”（2024年10月21日、KBCラジオ） - Kenichi・Lenon ゲスト出演
- Hyper Night Program GOW!!（2024年10月21日、FM福岡） - Kenichi・Lenon ゲスト出演
- Hyper Night Program GOW!!（2024年10月22日、FM長野） - Kenichi ゲスト出演
- Colors（2024年10月23日、エフエム長崎） - Kenichi ゲスト出演
- LOVE FLAP（2024年10月23日、FM大阪） - Asakura、takachi コメント出演
- RADIO GROOVE（2024年10月24日、FM NORTH WAVE） - コメント出演
- FMK RADIO BUSTERS（2024年10月24日、2025年6月10日、エフエム熊本） - Kenichi ゲスト出演
- FRIDAY Cruisin’Map!（2024年10月25日、FM802） - インタビュー出演
- Saturday Sonic Style（2024年10月26日、FM福岡） - Asakura・Kenichi インタビュー出演
- WEEKEND PLUS（2024年10月26日、FM802） - Asakura・takachi インタビュー出演
- FMK InStyle（2024年10月30日、FM熊本） - コメント出演
- JOY-U CLUB（2024年10月31日、FM香川） - Kenichi ゲスト出演
- get ready（2024年11月12日、ZIP-FM） - Kenichi ゲスト出演
- RADIO GROOVE（2024年11月13日、FM NORTH WAVE） - Kenichi・takachi ゲスト出演
- COCONO Sラジ（2024年11月13日、STVラジオ） - Kenichi・takachi ゲスト出演
- Pre palette（2024年11月19日、AIR-G’） - Kenichi・takachi コメント出演
- カーナビラジオ午後一番！（2024年11月20日、HBCラジオ） - Kenichi・takachi コメント出演
- Saturday Sonic Style（2025年1月4日、FM福岡） - コメント出演
- Neo notes,（2025年1月6日、FM 福岡） - コメント出演
- RADIO∞INFINITY（2025年1月9日、FM802） - インタビュー出演
- カムカムFM FUKUOKA（2025年1月11日、FM FUKUOKA） - コメント出演
- JOY-U CLUB（2025年3月3日、FM香川） - コメント出演
- ALL The Feels（2025年3月10日、FM NACK5） - コメント出演
- Hyper Night Program GOW!!（2025年3月10日、2025年6月10日、FM FUKUOKA） - takachi・Kenichi コメント出演
- #さえのわっふる（2025年3月11日、RKBラジオ） - Kenichi・Lenon コメント出演
- 〜Ultra Radio Connection〜DIG!!!!!!!!FUKUOKA（2025年3月13日、FM FUKUOKA） - 公開生出演
- カムカムFM FUKUOKA（2025年3月15日、FM FUKUOKA） - takachi・Kenichi コメント出演
- Neo notes,（2025年3月17日、FM FUKUOKA） - takachi・Kenichi コメント出演
- RAD ～ Radio All Day ～（2025年3月20日、Date fm） - Kenichi ゲスト出演
- THUMBS UP（2025年6月9日、ZIP-FM） - Kenichi ゲスト出演
- Tip Hop（2025年4月1日、2025年6月11日、AIR-G’） - コメント出演
- 斉藤朱夏 しゅかラジ!（2025年4月16日、FM NACK5） - Kenichi インタビュー出演
- Template:Oita Sunset Groove（2025年6月11日、エフエム大分） - Kenichi コメント出演
- スイッチオン！DAYTIME（2025年6月11日、LOVE FM） - Kenichi コメント出演

## 書籍

### 雑誌
- MUSICA（2024年 7月号・11月号）
- B-PASS（2024年11月号）
- ROCKIN'ON JAPAN（2024年11月号）
- ギター・マガジン（2024年11月号）
- PIA MUSIC COMPLEX（PMC）Vol.33（2024年10月15日発売）
- リズム&ドラム・マガジン（2025年4月号）

## その他

### web記事
- Mikiki インタビュー掲載[18]
- 音楽ナタリー インタビュー掲載[19]
- THE FIRST TIMES 企画 「バリサン」[20]
- 音楽ナタリー インタビュー掲載[21]
- 音楽ナタリー ライブレポート掲載[22]